# Frauenfische
Die Frauenfische (Elopidae, Elops) sind eine urtümliche, schon seit der unteren Kreidezeit existierende Familie der Echten Knochenfische (Teleostei). Es gibt nur noch eine rezente Gattung mit sieben Arten.
Sie leben in tropischen und subtropischen Regionen des Atlantiks und des Pazifik und wandern auch in die Brackwasserzone und die Unterläufe der Flüsse. Frauenfische laichen im Meer. Die Leptocephali und die Jungfische leben in Mangroven und Salzmarschen.

## Merkmale
Ihr Körper ist schlank, spindelförmig, im Querschnitt oval und seitlich leicht abgeflacht. Die Schuppen sind cycloid. Die Augen sind groß und werden von Fettlidern geschützt. Das Maul ist groß und endständig, die Kiemenöffnungen weit. Der Oberkieferrand wird von der Prämaxillare und der bezahnten Maxillare gebildet. Der Unterkiefer reicht bis zum Hinterende des Auges, zwischen seinen beiden Ästen liegt eine Gulare, eine knöcherne Kehlplatte. Die Bauchflossen sind bauchständig und liegen hinter dem Beginn der Rückenflosse. Rücken- und Afterflosse können in schuppigen Scheiden verborgen werden. Die Schwanzflosse ist tief gegabelt. Sie hat sieben Hypuralia. Postcleithra und Mesocoracoid (Knochen im Schultergürtel) sind vorhanden. Die Anzahl der Branchiostegalstrahlen liegt bei 27 bis 35, die der Wirbel bei 63 bis 79. Die Pseudobranchie ist groß.
- Flossenformel: Dorsale 20–25, Anale 13–18, Ventrale 12–16.
- Schuppenformel: SL 95–120.

Frauenfische werden 90 Zentimeter bis 1,10 Meter lang. Sie sind Raubfische und leben von Plankton, kleinen Fischen und Krebsen. Sie sind beliebte Anglerfische. Ihre transparenten Leptocephali sind klein, erreichen eine Maximallänge von 5 cm, und besitzen eine gut entwickelte, gegabelte Schwanzflosse und eine hinten liegende Rückenflosse. Die Anzahl ihrer Muskelabschnitte (Segmente) in der Rumpfmuskulatur liegt bei 53 bis 86.

## Arten
- Pazifischer Frauenfisch (E. affinis) Regan, 1909
- Hawaiischer Frauenfisch (E. hawaiensis) Regan, 1909
- Westafrikanischer Frauenfisch (E. lacerta) Valenciennes in Cuvier & Valenciennes, 1847
- Indischer Frauenfisch (E. machnata) (Forsskål, 1775)
- Elops saurus Linnaeus, 1766
- Senegalesischer Frauenfisch (E. senegalensis) Regan, 1909
- Elops smithi McBride, C. R. Rocha, Ruiz-Carus & Bowen, 2010